# Весловское
Весловское — горько-солёное озеро в Южно-Курильском районе Сахалинской области России, располагается в южной части острова Кунашир. Площадь поверхности — 1,2 км². Площадь водосборного бассейна — 25,5 км². Размеры озера — 2,7 на 0,6 км.
Находится в 3 км юго-восточнее села Головнино на полуострове Весловском. Соединяется с заливом Измены двумя проливами, прорезающими песчаную косу и отмель шириной не более 3 м. Глубины не превышают 0,8 м, по другим данным — 1 м. Максимальная высота прилива — 1,2 м. На дне — заросли взморника морского и анфельции тобучинской.
По восточному берегу озера проходит дорога от Головнина. В северную оконечность Весловского впадает река Рикорда.
На озере отмечены утки косатка, свиязь и шилохвость, встречены белый гусь и черная казарка, луток, турухтан. Обитает популяция моллюска рудитапеса филиппинского.

## Данные водного реестра
По данным государственного водного реестра России относится к Амурскому бассейновому округу, речной бассейн — бассейны рек острова Сахалин, водохозяйственный участок — Курильские острова.
Код объекта в государственном водном реестре — 20050000311118300002672.